# Batkentak
Batkentak – wymarły rodzaj owadów z rzędu świerszczokaraczanów i rodziny Daldubidae, obejmujący tylko jeden znany gatunek: Batkentak intactus.
Rodzaj i gatunek opisany został w 2015 roku przez Daniła Aristowa. Opisu dokonano na podstawie pojedynczej skamieniałości skrzydeł, odnalezionej w formacji Madygen, na terenie rejonu Batken w Kirgistanie i pochodzącej z piętra landynu lub karniku na przełomie środkowego i późnego triasu.
Owad ten miał przednie skrzydło długości około 14 mm, a tylne długości około 12 mm. Przednie skrzydło miało lekko wklęsły brzeg przedni i wąskie pole prekostalne. Odgałęzienia sektora radialnego dochodziły do przedniego i wierzchołkowego brzegu skrzydła, a sam sektor brał początek pośrodku skrzydła i na wysokości tego miejsca pole kostalne i subkostalne miały taką samą szerokość. Żyłka radialna dochodziła do wierzchołka skrzydła, gdzie ostro zakręcała. Środkowa część przedniej żyłki medialnej była zdesklerotyzowana. Tylne odgałęzienia przedniej żyłki kubitalnej miały kształt litery „s”. W skrzydle tylnym dosiebna gałąź żyłki radialnej i sektor radialny kończyły się na przednim brzegu skrzydła.